# Mammillaria hahniana
Mammillaria hahniana Werderm. (укр. мамілярія Хана) — сукулентна рослина з роду мамілярія (Mammillaria) родини кактусових (Cactaceae).

## Етимологія

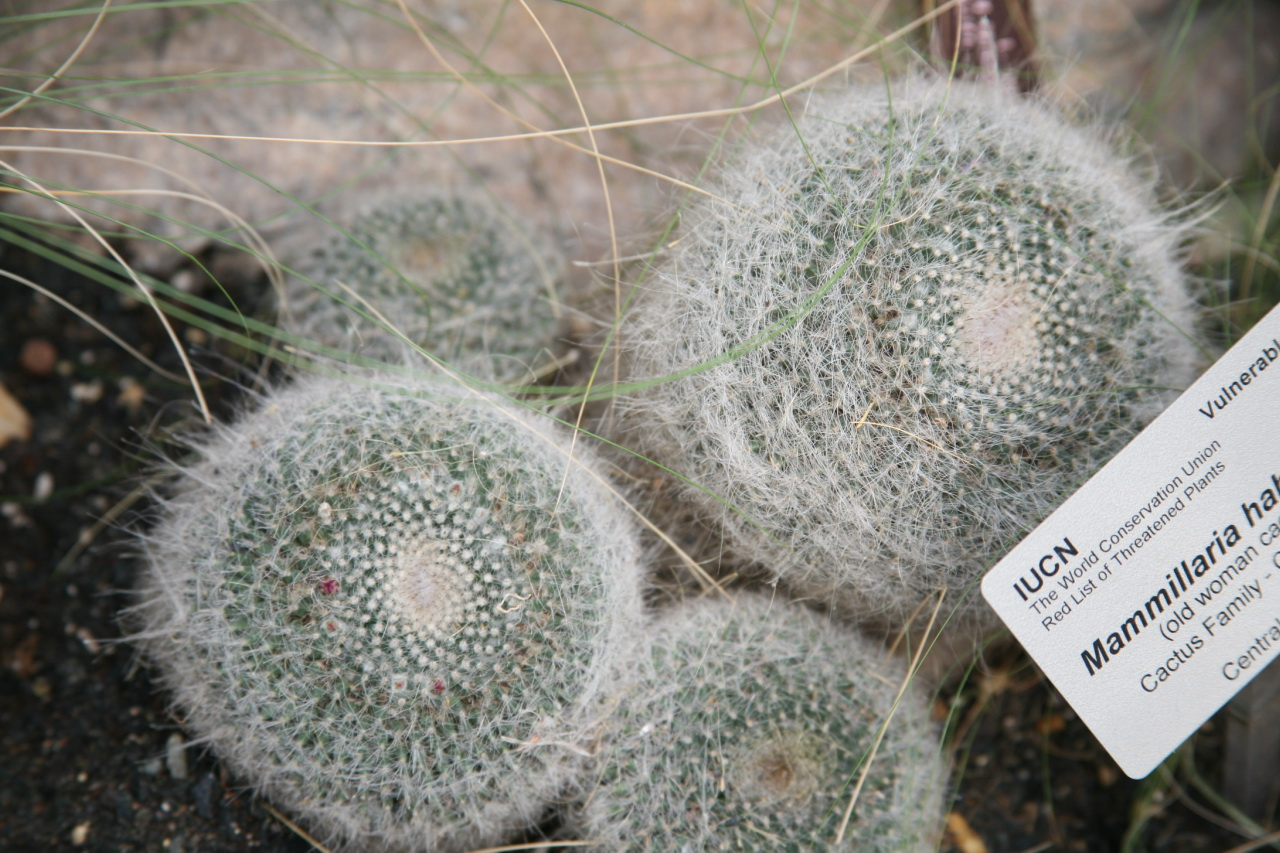
«Кактус-стара жінка»

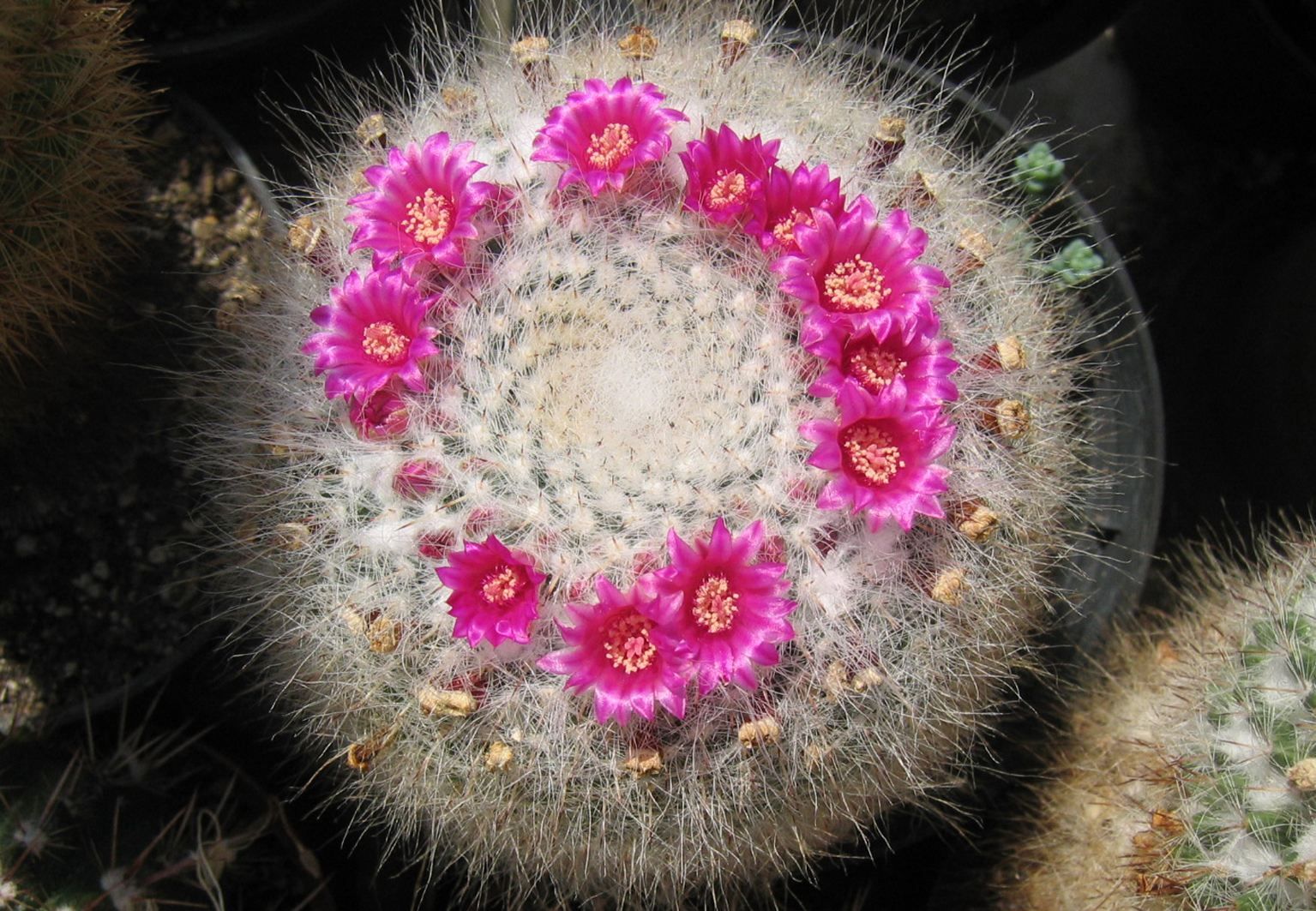
Квітуча Mammillaria hahniana

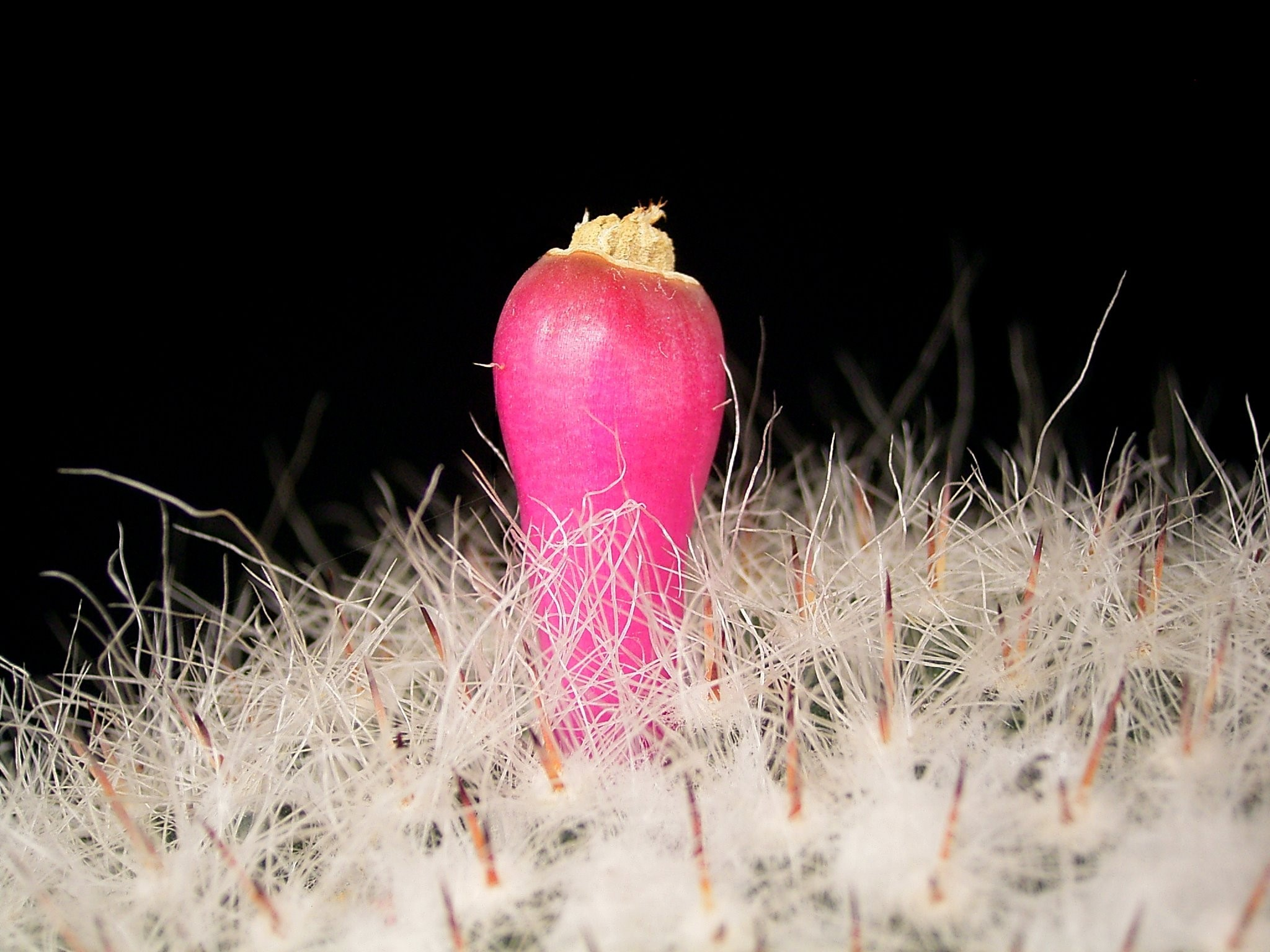
Плід Mammillaria hahniana

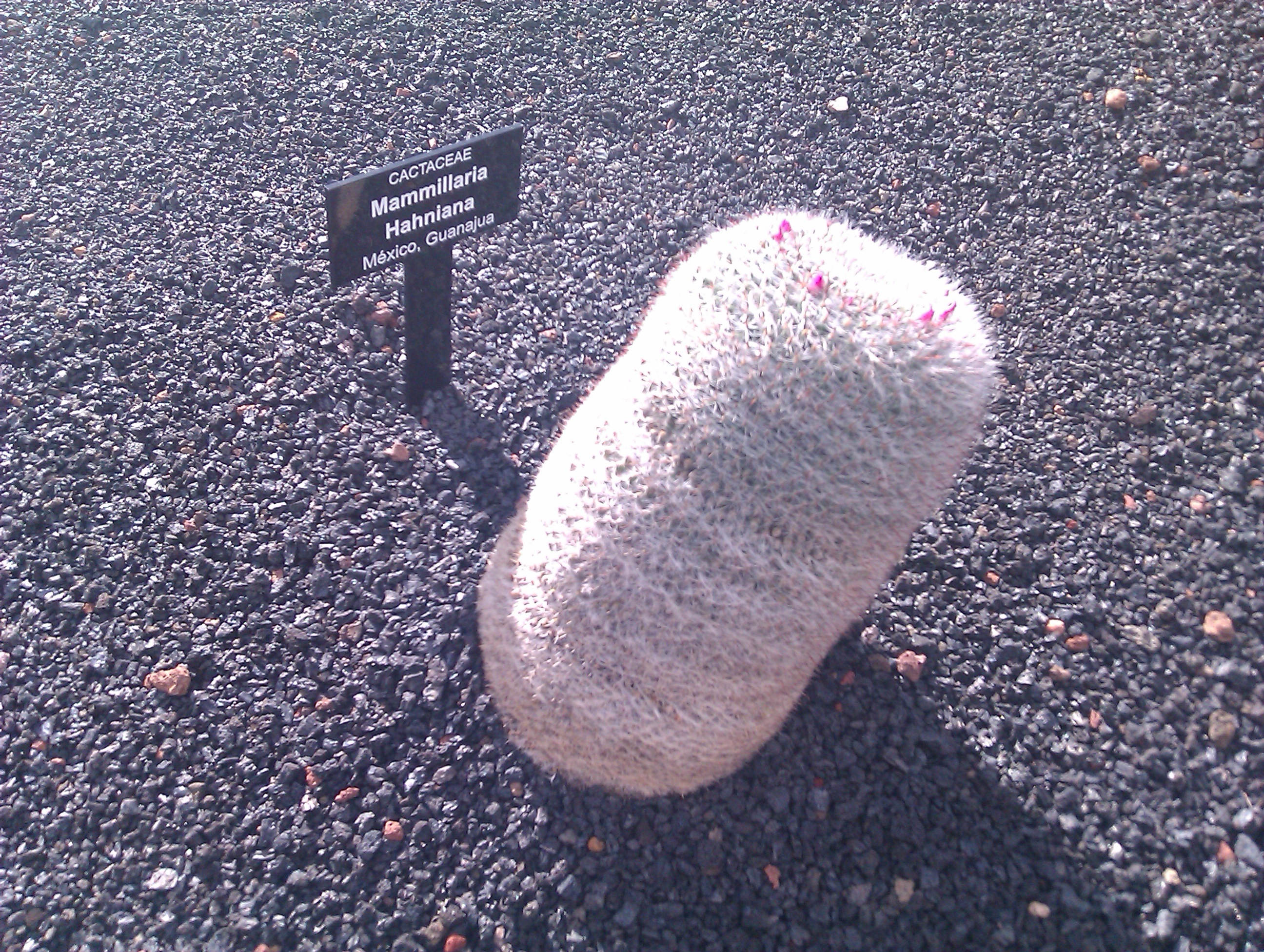
Mammillaria hahniana в Саду кактусів (Jardín de Cactus), Лансароте, Канарські острови, Іспанія

Вид названо на честь відомого кактусовода, садівника, торговця кактусами з Берліна Адольфа Хана (нім. Adolf Hahn; ? — 1954). Місцеві назви цієї рослини «Стара подушка для шпильок» (англ. Old lady pincushion) або «Кактус-стара жінка» (англ. Old Woman Cactus).

## Морфологічний опис
Дорослі рослини зазвичай формують кластери.

Стебло кулясте, до 9 см заввишки і 10 см в діаметрі, в культурі стає коротко-колоноподібним.

Епідерміс — світло-зелений.

Маміли численні, маленькі, трикутно-конічні, доволі м'які, з молочним соком, близько 0,5 см завдовжки .

Аксили — з 20 або більше білими щетинками, 35-40 мм завдовжки.

Ареоли дуже дрібні, на верхівці рослини з білою повстю, яка згодом зникає.

Центральних колючок — 1-4, білі, склоподібні, з червоними кінцями, завдовжки 4 мм.

Радіальних колючок — 20-30, іноді відсутні або майже схожі на волоски, білі, завдовжки 5-15 мм.

Квіти — багрянисто-червоні до рожевих, з тонкими пелюстками, 12-15 мм в діаметрі, з'являються навесні або на початку літа.

Плоди — булавоподібні, червоні, 5-7 мм завдовжки.

Насіння — коричневе.

## Ареал
Mammillaria hahniana є ендемічною рослиною Мексики. Ареал зростання охоплює штати Гуанахуато, Керетаро, Сан-Луїс-Потосі.

## Екологія
Мешкає на крутих схилах в передгірських районах і в листяних лісах.

## Використання
Цей кактус використовується як декоративна рослина, а його плоди вживають в їжу.

## Культивування
Вид надзвичайно декоративний і популярний в колекціях. В культурі потребує сонячного світла і тепла. Полив помірний до обмеженого.

## Охоронні заходи
Mammillaria hahniana входить до Червоного списку Міжнародного союзу охорони природи видів, близьких до загрозливого стану (NT). Вид має дуже обмежений ареал, площею до 1 000 км². Відомий з двох місць, субпопуляції піддаються впливу збезлісення і незаконному збору. Більша частина популяції росте в біосферному заповіднику, який дає деяку гарантію захисту, однак частина популяції перебуває в занепаді за його межами.
Вид занесений у Мексиці до національного переліку видів, що перебувають під загрозою зникнення, де він включений до категорії «під загрозою». Розмножується насінням в ботанічному саду Керетаро.
Охороняється Конвенцією про міжнародну торгівлю видами дикої фауни і флори, що перебувають під загрозою зникнення (CITES).

## Підвиди

### Mammillaria hahniana subsp. hahniana

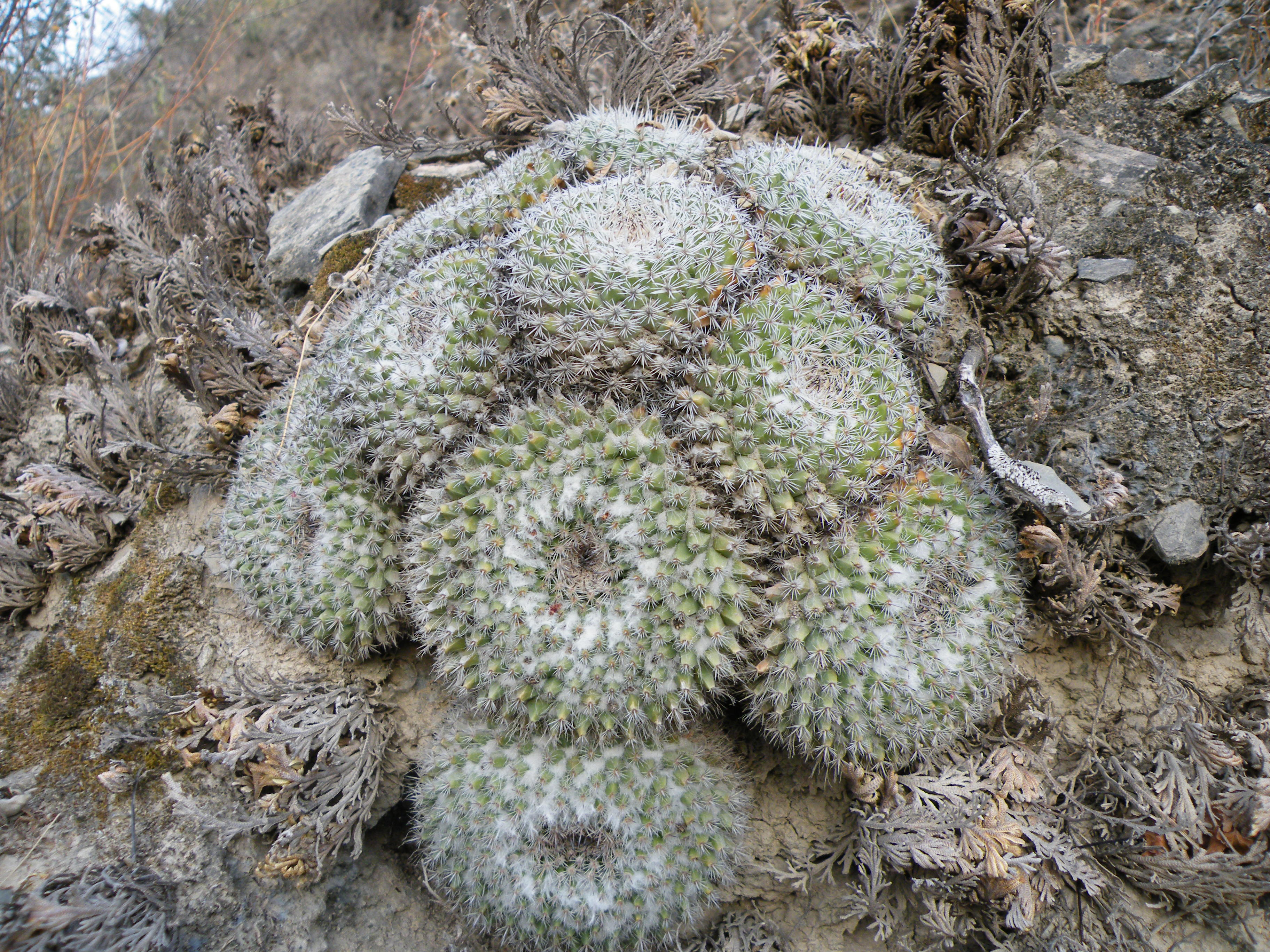
Mammillaria hahniana subsp. bravoae

Центральних колючок — зазвичай має тільки одну.

Радіальних колючок — 20-30.

Квіти — багрянисто-червоні.

Ареал зростання — Мексика (Гуанахуато, Керетаро і Тамауліпас).

### Mammillaria hahniana subsp. bravoae
Центральних колючок — зазвичай 2.

Радіальних колючок — 28-30.

Квіти — темно-рожеві.

Ареал зростання — Мексика (Гуанахуато).

### Mammillaria hahniana subsp. mendeliana

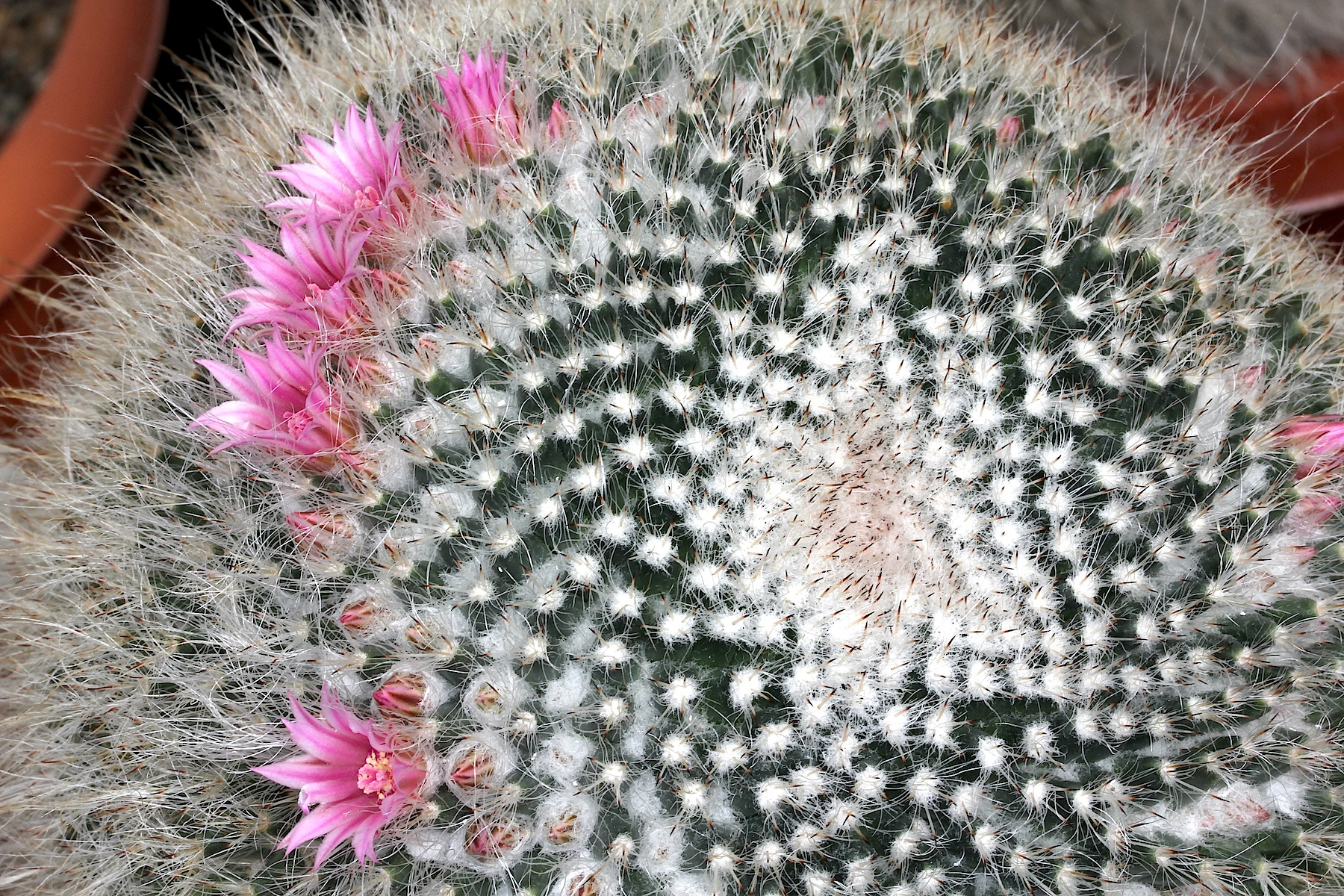
Mammillaria hahniana subsp. woodsii

Центральних колючок — зазвичай 2-4.

Радіальних колючок — або немає, або погано помітні.

Квіти — блідо-рожеві.

Ареал зростання — Мексика (Гуанахуато і Керетаро).

### Mammillaria hahniana subsp. woodsii
Центральних колючок — зазвичай 2.

Радіальних колючок — 25-30.

Квіти — рожеві.

Ареал зростання — Мексика (Гуанахуато).